# 全日信販
全日信販株式会社（ぜんにちしんぱん）は、かつて存在した岡山県岡山市北区に本拠を置く信販会社である。2006年に新生銀行グループのアプラス（現・アプラスフィナンシャル）の子会社となり、2021年にはアプラスとの合併により消滅した。
中国・四国地方を基盤にショッピングクレジット事業、クレジットカード事業、個人ローン事業などを展開しており、同地方ではかなりのブランド力を有していた。中国・四国地方以外でもブリヂストンや横浜ゴムといった全国展開する企業との提携カードも発行していた。

## クレジットカード
「AJカード」ブランドでクレジットカードを発行している。国際ブランドとしてはJCBとVISAブランドを付帯している。
リックコーポレーション系列店舗でクレジット兼ポイントカードとして使える「リックグッドライフカード」や岡山放送と提携した「クラブOHK OH!くんカード」など地元岡山を中心にショッピングセンターやテレビ局・ラジオ局などの提携クレジットカードを多く発行していたが、2015年10月5日に、同系のアプラスに順次クレジットカード事業を集約する方針が発表され、これに伴い2020年を目途に自社でのカード事業を終了することになり、2017年4月以降順次カードの更新を停止することになった。

### 主な提携カード
ショッピング系「岡山一番街・さんすて岡山 FIRSTカードVISA・JCB」（2016年12月28日で新規申し込み終了）・「マリーナホップカードJCB/VISA」（広島フェスティバル・アウトレット）・「リック グッドライフカードVISA」（リックコーポレーション）・「ハローズカードVISA」・「Vita Riccoカード」（大庭）など
自動車系「ブリヂストンカーライフサポートカードVISA」（ブリヂストン）・「ヨコハマ ワイズスターカードVISA」（横浜ゴム）・「RS TAICHIカード」など
家電量販店系「ベストカードJCB/VISA」（ベスト電器）提携終了で発行なし
金融機関系AJ郵便貯金共用カード（日本郵政公社<現：ゆうちょ銀行>、NICOS） - 新規発行されていない。なお、カードの有効期限をもって取り扱いが終了となる。
社会貢献系「AJ・AMDAカード」など
その他「クラブOHK OH!くんカード」（岡山放送）・「FM岡山 メンバーズカード」・「CS-1カード」（コンピュータ・ステーション シーエス・ワン）・「ホリスティックカード」など

## 追加カード
ETCカード「ETC MATEカード」としてETC支払い用追加カードが発行できるが、発行できる親カードが限られている。

## 沿革
- 1957年（昭和32年）4月 - 中国信用販売株式会社として設立
- 1967年（昭和42年）5月 - 中国信販株式会社と改称
- 1984年（昭和59年）7月 - 現社名に改称
- 2006年（平成18年）3月 - 第三者割当増資により新生銀行グループの信販会社であるアプラスの連結対象子会社となる
- 2021年（令和3年）
  - 4月 - クレジット事業・ローン（融資）事業を分割し、 株式会社アプラスインベストへ譲渡
  - 7月 - アプラスとの合併により消滅